# Silomlom
Silomlom is een bestuurslaag in het regentschap Asahan van de provincie Noord-Sumatra, Indonesië. Silomlom telt 3134 inwoners (volkstelling 2010).